# Мельников, Анатолий Васильевич (радист)
Анатолий Васильевич Ме́льников (27 апреля 1942 — 1 апреля 2013) — советский полярник, участник нескольких известных полярных экспедиций, маршрутный радист.

## Биография
В 1964 году после окончания службы в Вооруженных Силах СССР поступил в МЭИС, который окончил в 1969 году. После окончания института принят на работу в органы безопасности, в которых прошёл путь от младшего техника до начальника Центрального бюро по рационализации и изобретательству, которое возглавлял с 1988 по 2007 годы. Полковник в отставке.
В составе полярной экспедиции газеты «Комсомольская правда» совершил лыжные переходы «СССР — Северный полюс» (1979), «СССР — Северный полюс — Канада» (1988). Участвовал в поиске места зимовки Фритьофа Нансена на Земле Франца-Иосифа (1990), в раскопках захоронения Витуса Беринга на Командорских островах (1991), в поиске места гибели Г. Я. Седова на Земле Франца-Иосифа (1995).

## Награды и премии
- Орден "Трудового Красного Знамени"
- Орден "Дружбы народов"
- заслуженный мастер спорта СССР (1979)
- премия Ленинского комсомола (1979) — за осуществление первого в мире перехода по льду от берегов СССР к Северному полюсу без использования вспомогательных средств передвижения, проведённые научные эксперименты, проявленные при этом героизм и мужество, активную пропаганду достижений нашей страны по освоению Арктики.